# Michael Urie
Michael Urie (Dallas, Texas, 8 augustus 1980) is een Amerikaanse acteur, die onder meer de rol van Marc St. James speelt in Ugly Betty.
Na op school gezeten te hebben in Texas, studeerde Urie drama aan de Juilliard School. In 2003 studeerde hij af. Hij speelde in een aantal toneelstukken, tot hij de rol kreeg van Marc St. James in Ugly Betty. De bedoeling was dat hij een terugkerend personage werd, maar door contractuele problemen was hij in de eerste afleveringen 'gastacteur'.
Urie is bevriend met Becki Newton, die in de reeks de rol van Amanda speelt. Samen presenteren ze de officiële Betty- podcast.